# Douglas Costa
Douglas Costa de Souza (Sapucaia do Sul, 14 de setembro de 1990) é um futebolista brasileiro que atua como ponta-direita. Atualmente joga no Sydney FC, da Austrália.

## Carreira

### Grêmio
No Grêmio desde 2001, Douglas Costa fez a sua estreia profissionalmente em 4 de outubro de 2008. Já na sua estreia, contra a equipe do Botafogo, Douglas acertou um bom chute no canto do goleiro Juan Castillo e marcou seu gol pelo clube na vitória por 2–1. Em junho de 2009, o Manchester United tentou contratar Douglas Costa por um período de testes de vinte dias, antes de comprá-lo em definitivo; contudo, o Grêmio rejeitou a proposta. Em 25 de junho de 2009, o atleta teve seu automóvel apreendido em uma barreira policial, porque estava dirigindo sem CNH. Seis dias depois, Douglas pediu desculpas pelo que fez e falou que deve "aprender com os erros".

### Shakhtar Donetsk

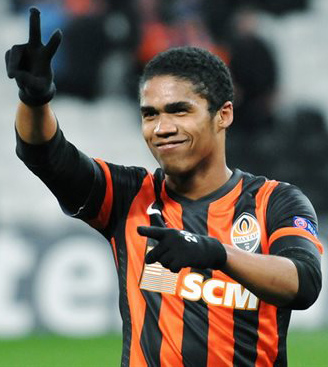
Douglas Costa atuando pelo Shakhtar Donetsk em 2013

No dia 10 de janeiro de 2010, aos 20 anos, Douglas Costa foi negociado com o Shakhtar Donetsk, da Ucrânia. Este adquiriu 85% dos direitos do jogador mantendo o Grêmio os 15% restantes. Douglas foi apresentado em 11 de janeiro de 2010, assinando contrato por cinco temporadas.
Sua estreia aconteceu contra o Fulham em 18 de fevereiro de 2010, pela Liga Europa da UEFA, numa derrota por 2–1. Ele entrou como reserva aos 75 minutos, substituindo o também brasileiro Jadson.
Após a disputa da Copa América de 2015, o Shakhtar Donetsk anunciou a saída de Douglas Costa para o Bayern de Munique pelo valor de 30 milhões de euros.

### Bayern de Munique
O meia foi anunciado oficialmente como novo reforço do Bayern no dia 1 de julho de 2015. Douglas Costa, que recebeu a camisa de número 11, assinou um contrato válido por cinco temporadas.
Estreou na Bundesliga no dia 14 de agosto, marcando um gol e dando uma assistência na goleada por 5–0 contra o Hamburgo.
Destacou-se no seu primeiro clássico contra o Borussia Dortmund, em partida válida pelo primeiro turno da Bundesliga, onde teve uma boa atuação e ajudou sua equipe a golear o rival por 5–1 na Allianz Arena, tendo feito um gol nos minutos finais, além de ter participado de outras duas jogadas que foram convertidas em gols da equipe bárvara. Seu início no clube foi bastante promissor, com ótimas atuações durante sua temporada de estreia, na qual foi bastante elogiado tanto pela imprensa alemã, como também pelo técnico Josep Guardiola.
O jogador começou a temporada em grande forma, distribuindo 12 assistências em seus primeiros 13 jogos. No entanto, sofreu uma lesão muscular e perdeu as últimas quatro partidas antes das férias de inverno. Após as férias, Douglas Costa não conseguiu recuperar sua boa fase anterior. Em 27 jogos na Bundesliga, o brasileiro marcou quatro gols e deu 14 assistências. Encerrou a temporada 2015–16 sendo campeão da Bundesliga e da Copa da Alemanha. No total, somando todas as competições, marcou sete gols em 43 partidas.
Com a saída de Pep Guardiola e a chegada do italiano Carlo Ancelotti, Douglas Costa perdeu espaço. Além disso, o brasileiro sofreu uma lesão no tendão e nos joelhos durante a temporada e disputou 34 partidas em todas as competições. Ele marcou sete gols nessas partidas, igualou os números da última temporada e jogou quase 1 400 minutos a menos do que na temporada anterior. O meia teve uma briga com o conselho do Bayern quando se queixou publicamente de sua falta de tempo com Ancelotti. Douglas Costa disse: "Falo com o clube com frequência", ele disse. "Conversamos sobre a minha situação, se vou ficar aqui ou se preciso encontrar outro time para jogar. Nem sempre sou feliz aqui. Mas logo encontraremos uma situação".

### Juventus

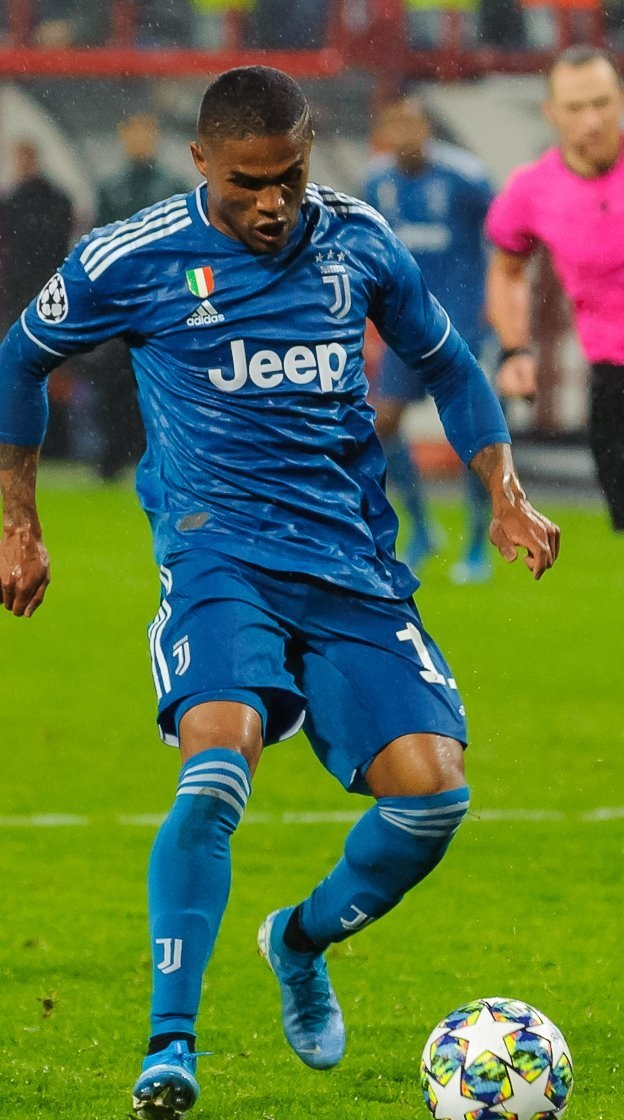
Douglas Costa em 2019 pela Juventus

Em 11 de julho de 2017, acertou com a Juventus por empréstimo de uma temporada, ao custo de 6 milhões de euros, e com opção obrigatória de compra por 40 milhões, ao final do vínculo.
Em 7 de junho de 2018, a Juventus exerceu a opção de compra de Douglas Costa, que assinou contrato até 2022 com o clube italiano. Teve má atuação no dia 16 de setembro, sendo expulso na vitória por 2–1 sobre o Sassuolo, depois de se desentender e agredir o italiano Federico Di Francesco.

### Retorno ao Bayern de Munique
No dia 5 de outubro de 2020, foi anunciado o seu retorno ao Bayern de Munique, por empréstimo, até junho de 2021. No dia 21 de maio de 2021, pouco antes do término do seu contrato de empréstimo, foi anunciada a saída de Douglas Costa. Devido às suas constantes lesões, o brasileiro não teve um bom desempenho no seu retorno ao clube alemão, atuando somente em 20 partidas e marcando apenas um gol.

### Retorno ao Grêmio
No dia 21 de maio de 2021, onze anos após sua saída do Brasil, foi anunciado o retorno de Douglas Costa ao Grêmio. O ponta-direita revelado no Tricolor Gaúcho chegou por empréstimo de um ano, mas com renovação automática ao término do contrato até o final de 2023. Principal contratação da temporada, Douglas recebeu a camisa 10 do Grêmio, antes usada por Jean Pyerre.
Reestreou no dia 16 de junho, em jogo válido pelo Campeonato Brasileiro, entrando no segundo tempo na derrota por 1–0 contra o Sport, fora de casa. Marcou um golaço no dia 3 de outubro, contra o mesmo Sport, mas não evitou a derrota em casa por 2–1. Voltou a marcar no dia 17 de outubro, na vitória por 3–2 contra o Juventude.
Após ficar marcado por polêmicas na reta final do campeonato, como um cartão amarelo recebido que o deixou de fora de uma partida contra o Corinthians, Douglas acertou a rescisão do seu contrato no dia 21 de janeiro de 2022.

### Los Angeles Galaxy
Foi anunciado oficialmente pelo Los Angeles Galaxy, dos Estados Unidos, no dia 10 de fevereiro. Emprestado pela Juventus, o brasileiro chegou ao clube da Major League Soccer por empréstimo de seis meses. Marcou seu primeiro gol pela nova equipe no dia 12 de março, numa cobrança de falta, mas não conseguiu impedir a derrota por 3–2 para o Seattle Sounders.
Após o clube não se classificar para os playoffs da Conferência Oeste na temporada 2023, Douglas Costa deixou o Los Angeles Galaxy no dia 23 de outubro, acertando sua saída em comum acordo. No total pela equipe norte-americana, o jogador atuou em 51 partidas e marcou oito gols.

### Fluminense
Douglas Costa teve a sua contratação oficializada pelo Fluminense no dia 28 de janeiro de 2024, recebendo a camisa 90 e assinando contrato até julho de 2025. O jogador tinha uma negociação encaminhada com o Samsunspor, da Turquia, mas foi convencido pelo técnico Fernando Diniz e por Fred, diretor de planejamento, a voltar ao Brasil para defender o clube carioca. Douglas conquistou seu primeiro troféu pelo Flu no dia 29 de fevereiro, sagrando-se campeão da Recopa Sul-Americana. Na ocasião, o atacante entrou no segundo tempo e deu o passe para Renato Augusto sofrer o pênalti convertido por Jhon Arias, sendo este o gol do título na vitória por 2–0 contra a LDU. Já no dia 3 de abril, na estreia do Fluminense na Libertadores, foi de Douglas Costa a assistência para o gol de Marquinhos no empate em 1–1 contra o Alianza Lima.
Após seis meses atuando pela equipe, oscilando e sem conseguir boas atuações, Douglas Costa teve a sua rescisão oficializada no dia 25 de julho. No total pelo Tricolor das Laranjeiras, o jogador disputou 22 jogos, não marcou gols e deu apenas uma assistência.

## Seleção Nacional

### Sub-20
No começo de 2009, Douglas Costa foi campeão do Campeonato Sul-Americano Sub-20 com o Brasil, sendo um dos goleadores da Seleção. Foi convocado também para o Mundial Sub-20 de 2009, para o lugar de Sandro, que foi liberado a pedido do seu clube, Internacional.

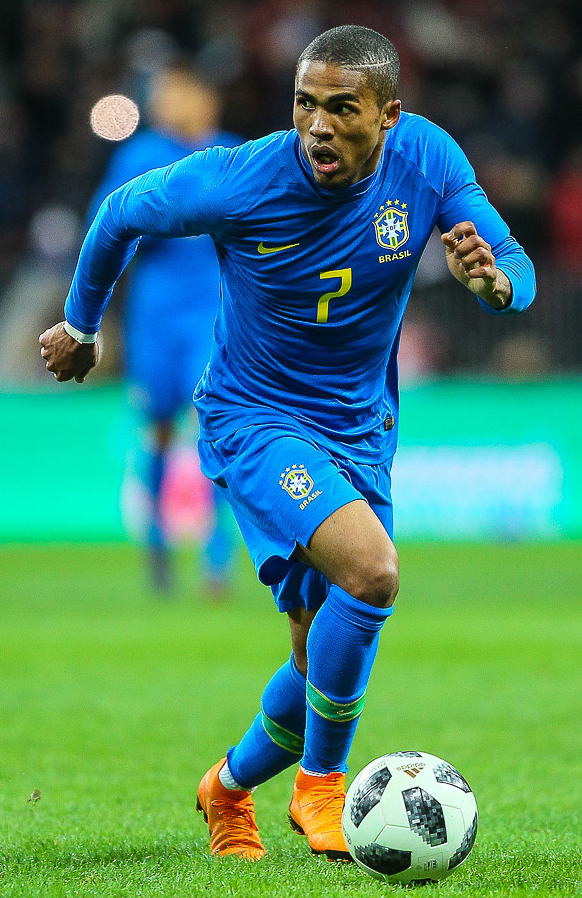
Douglas Costa em 2018

### Principal
Em 28 de agosto de 2010, foi convocado pelo então treinador da Seleção Brasileira, Mano Menezes, para um período de treinamentos na Europa.
Estreou pela Seleção principal no dia 12 de novembro de 2014, num amistoso contra a Turquia em Istambul, substituindo o meia Willian.
No dia 5 de maio de 2015, foi convocado por Dunga para a Copa América.
Foi convocado para disputar a Copa América Centenário em maio de 2016, porém, foi cortado dias depois por lesão, com Kaká sendo convocado em seu lugar. Também foi convocado por Rogério Micale para a Seleção Brasileira Olímpica, dessa vez para a disputa dos Jogos Olímpicos de 2016. No entanto, novamente foi cortado por lesão antes mesmo de se apresentar e acabou sendo substituído pelo meia Renato Augusto.
Em 14 de maio de 2018, foi um dos 23 convocados pelo treinador Tite para a Copa do Mundo FIFA de 2018 realizada na Rússia.

## Estatísticas

#### Seleção Brasileira
| Brasil | Brasil | Brasil |
| Ano    | Jogos  | Gols   |
| ------ | ------ | ------ |
| 2014   | 2      | 0      |
| 2015   | 13     | 2      |
| 2016   | 4      | 1      |
| 2017   | 3      | 0      |
| 2018   | 9      | 0      |
| Total  | 31     | 3      |

| #  | Data                   | Local                                             | Adversário | Placar | Resultado | Competição                                  |
| -- | ---------------------- | ------------------------------------------------- | ---------- | ------ | --------- | ------------------------------------------- |
| 1. | 14 de junho de 2015    | Estádio Municipal Germán Becker, Temuco, Chile    | Peru       | 2–1    | 2–1       | Copa América de 2015                        |
| 2. | 17 de novembro de 2015 | Arena Fonte Nova, Salvador, Brasil                | Peru       | 1–0    | 3–0       | Eliminatórias da Copa do Mundo FIFA de 2018 |
| 3. | 25 de março de 2016    | Arena de Pernambuco, São Lourenço da Mata, Brasil | Uruguai    | 1–0    | 2–2       | Eliminatórias da Copa do Mundo FIFA de 2018 |

## Títulos
Shakhtar Donetsk
- Premier-Liha: 2009–10, 2010–11, 2011–12, 2012–13 e 2013–14
- Supercopa da Ucrânia: 2010, 2012 e 2013
- Copa da Ucrânia: 2010–11, 2011–12 e 2012–13

Bayern de Munique
- Bundesliga: 2015–16, 2016–17 e 2020–21
- Copa da Alemanha: 2015–16
- Copa do Mundo de Clubes da FIFA: 2020

Juventus
- Serie A: 2017–18, 2018–19 e 2019–20[47]
- Copa da Itália: 2017–18
- Supercopa da Itália: 2018

Grêmio
- Recopa Gaúcha: 2021

Fluminense
- Recopa Sul-Americana: 2024

Selecão Brasileira
- Copa Sendai: 2008
- Campeonato Sul-Americano Sub-20: 2009

### Prêmios individuais
- 63º melhor jogador do ano de 2016 (The Guardian)[48]
- 74º melhor jogador do ano de 2016 (Marca)[49]